# Чкаловське (Іглінський район)
Чка́ловське (рос. Чкаловское, башк. Чкаловский) — присілок у складі Іглінського району Башкортостану, Росія. Входить до складу Кальтовської сільської ради.
Населення — 134 особи (2010; 180 в 2002).
Національний склад:
- білоруси — 88 %